# Laurus Schkurla

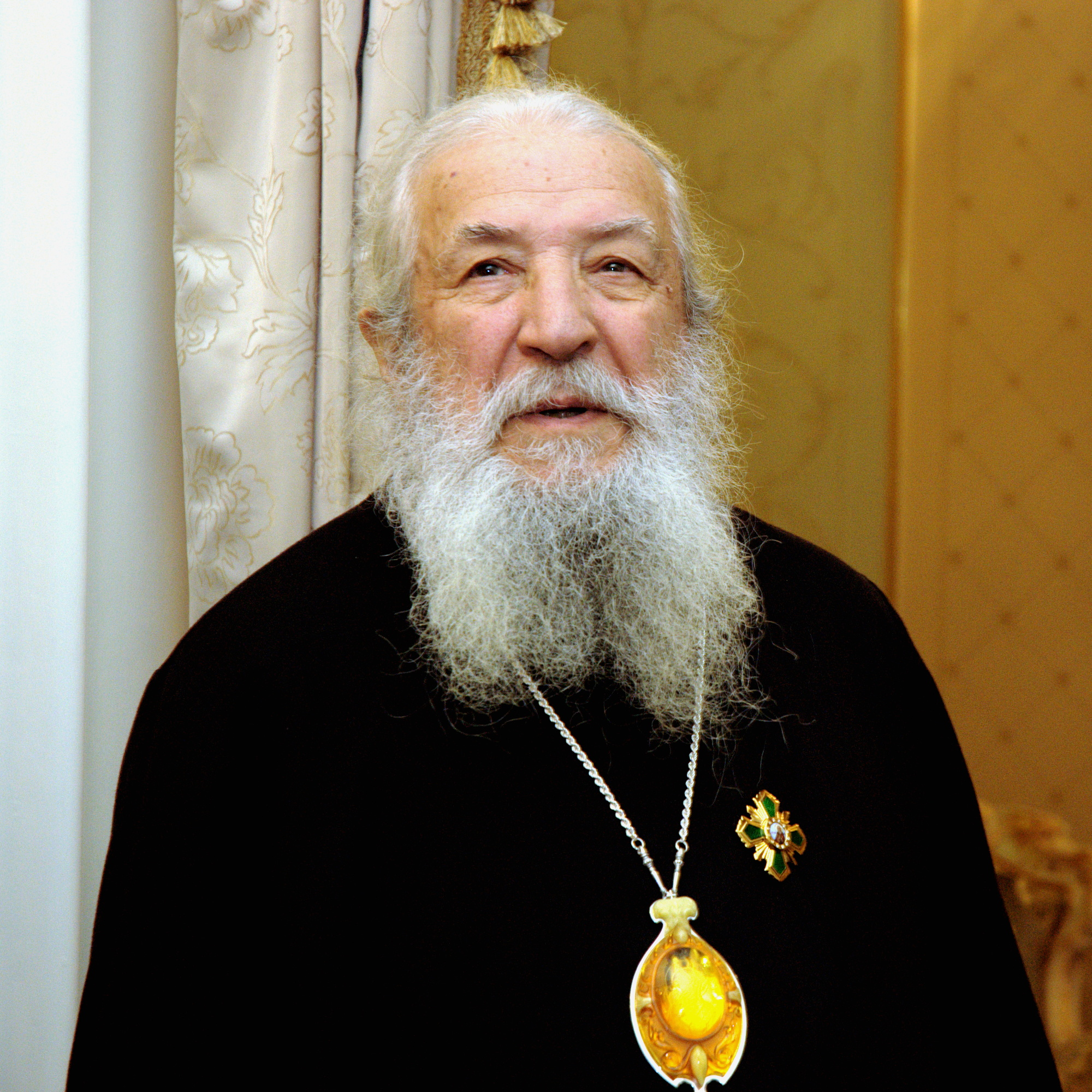
Metropolit Laurus

Metropolit Laurus (weltlicher Name Wassili Michajlowitsch Schkurla, russisch Василий Михайлович Шкурла, slowakisch Vasiľ Škurla; * 1. Januar 1928 in Ladomirová, Tschechoslowakei; † 16. März 2008 in Jordanville bei Warren, New York, USA) war Oberhaupt der russisch-orthodoxen Auslandskirche.

## Leben
Der gebürtige Russine trat 1939 in das orthodoxe Kloster des Heiligen Hiob von Potschajew seines Heimatortes Ladomirová (Okres Svidník) in der Ostslowakei ein. 1946 wurde das Kloster nach Jordanville im US-Staat New York verlegt.
1947 legte Laurus das Mönchsgelübde ab und erhielt die Tonsur. Am 19. März 1949 nahm er den Namen des Märtyrers Laurus an. Er wurde am 14. Januar 1950 zum Mönchsdiakon geweiht und am 27. Juni 1954 erfolgte seine Weihe zum Mönchspriester. Ab 1964 war Laurus als Dozent am Priesterseminar des Dreieinigkeitsklosters (Holy Trinity Orthodox Seminary) in Jordanville tätig, ab 1958 als Inspektor des Seminars. Am 6. September 1959 fand seine Erhebung in den Rang des Hegumen statt und später am 17. April 1966 wurde er zum Archimandriten geweiht.

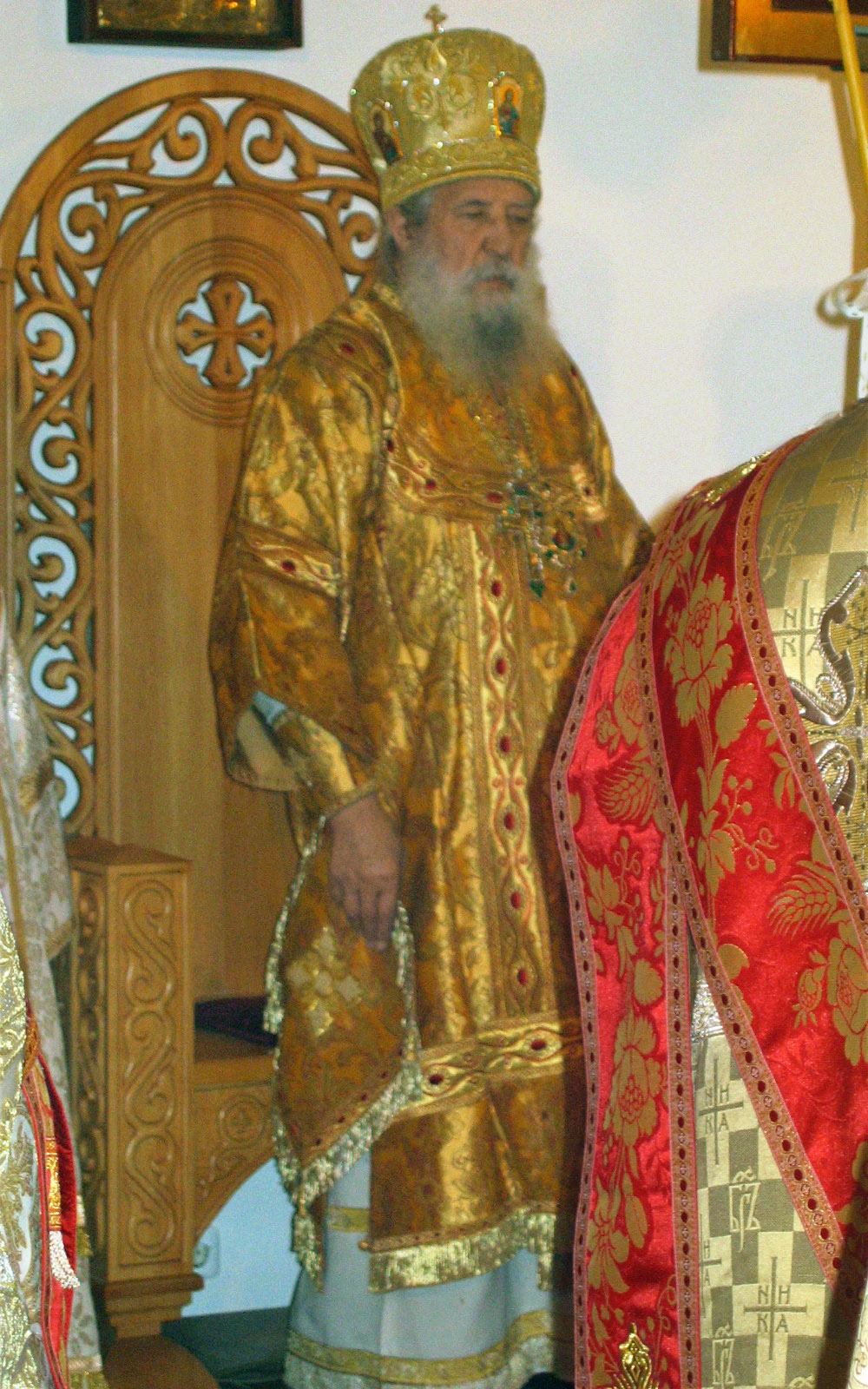
Metropolit Laurus beim 25-jährigen Jubiläum von S.E. Mark in München 2005

Laurus wurde am 13. August 1967 zum Bischof von Manhattan geweiht und war somit Vikarbischof der Ostamerikanischen Diözese. Außerdem war er seit dem 18. Juli 1976 Abt des Hl.-Dreieinigkeits-Klosters und Verwalter der Diözese von Dreieinigkeit-Syracuse; ab 12. Oktober desselben Jahres – Leitender Bischof und Rektor des Dreieinigkeits-Priesterseminars. In dieser Zeit war er auch Chefredakteur der Zeitschriften „Orthodoxe Rus’“, „Orthodoxes Leben“ und „Der Orthodoxe Weg“.
1981 erfolgte seine Erhebung zum Erzbischof. Er war Stellvertreter des Sekretärs und Sekretär des Bischofssynods. Vom 10. Juli 2001 an erfüllte er als Stellvertreter ebenfalls die Aufgaben des Ersthierarchen der ROKA.
Vom Bischofskonzil der ROKA wurde er am 11./24. Oktober 2001 zum Ersthierarchen der Russischen Orthodoxen Kirche im Ausland, zum Metropoliten von Ostamerika und New York, gewählt.
Seither stand er an der Spitze der russisch-orthodoxen Auslandskirche. Er engagierte sich maßgeblich für die Wiederherstellung der kanonischen Einheit in der russisch-orthodoxen Kirche nach ihrer Spaltung im Jahre 1921. Die offizielle Wiedervereinigung erfolgte am 17. Mai 2007.